# Sempervivum armenum
Sempervivum armenum ist eine Pflanzenart aus der Gattung der Hauswurzen (Sempervivum) in der Familie der Dickblattgewächse (Crassulaceae).

## Beschreibung

### Vegetative Merkmale
Sempervivum armenum wächst als Rosettenpflanze mit einem Durchmesser von 2 bis 6 Zentimeter und bildet nur wenige Ausläufer aus. Die eiförmig-lanzettlichen bis spateligen, kahlen Laubblätter sind grün und besitzen eine dunkelpurpurfarbene Spitze. Junge Blätter sind mit wenigen zerstreuten Haaren besetzt, die stark kammartig gewimpert sind. Die Blattspreite ist 10 bis 30 Millimeter lang.

### Generative Merkmale
Der Blütentrieb erreicht eine Länge von 6 bis 8 Zentimeter. Er trägt drüsig-flaumhaarige Blätter. Die 12- bis 14-zähligen Blüten weisen einen Durchmesser von 1,5 bis 2 Zentimeter auf. Ihre Kelchblätter sind spitz. Die hellgelben bis grünlichen Kronblätter sind in der Nähe ihrer Basis etwas purpurfarben. Die Staubbeutel sind gelb, der Griffel teilweise flaumhaarig und die aufrechten Nektarschüppchen fast quadratisch. Die Fruchtbälge sind vollständig flaumhaarig.
Die Blütezeit ist Juli.

### Genetik
Die Chromosomenzahl beträgt {\displaystyle 2n=34}.

## Systematik und Verbreitung
Sempervivum armenum ist in der Türkei verbreitet.
Die Erstbeschreibung durch Pierre Edmond Boissier und Alfred Huet du Pavillon wurde 1856 veröffentlicht.
Es werden folgende Varietäten unterschieden:
- Sempervivum armenum var. armenum
- Sempervivum armenum var. insigne Muirhead

## Nachweise